# GS1-128 Identificadores de Aplicación
El estándar del sistema de codificación GS1-128 está basado en el código de barras Code 128, por lo que los iniciadores de código, los espacios, los caracteres, los cambios de 128-A a 128-C y viceversa, los utiliza de la misma manera.
Lo que aporta el GS1-128 son los Identificadores de Aplicación (IA), es decir, unos números con significado que sirven para dar naturaleza al código que seguidamente viene concatenado. Estos números vienen representados entre paréntesis en el código humanamente legible.

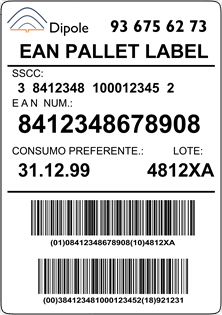
La etiqueta GS1-128.

En la imagen de la etiqueta pallet de la derecha, vemos que en la parte inferior al código de barras tiene la siguiente código humanamente legible:
(00)384123481000123452(17)921231
Detrás del (00) viene el SSCC hasta que encuentra el siguiente paréntesis.
Detrás del (17) viene la fecha de máxima duración
NUNCA, se ponen los paréntesis en el código de barras, solo en la parte humanamente legible.
| IA        | Descripción                                                                                                   | Formato       |
| --------- | --- | ------------- |
| 00        | Código Seriado de la Unidad de Envío (SSCC)                                                                   | n2+n18        |
| 01        | Código GTIN del ítem a codificar                                                                              | n2+n14        |
| 02        | Número de artículo GTIN de productos contenidos dentro de otra unidad (acompañado obligatoriamente del IA 37) | n2+n14        |
| 10        | Número de lote o partida                                                                                      | n2+an..20     |
| 11        | Fecha de producción (AAMMDD)                                                                                  | n2+n6         |
| 12        | Fecha de pago (AAMMDD)                                                                                        | n2+n6         |
| 13        | Fecha de envasado (AAMMDD)                                                                                    | n2+n6         |
| 15        | Fecha de mínima duración (AAMMDD)                                                                             | n2+n6         |
| 17        | Fecha de máxima duración (AAMMDD)                                                                             | n2+n6         |
| 20        | Variante del producto                                                                                         | n2+n2         |
| 21        | Número de serie                                                                                               | n2+an..20     |
| 22        | HIBCC – cantidad, fecha, lote y conexión                                                                      | n2+an..29     |
| 240       | Identificación adicional del producto                                                                         | n3+an..30     |
| 241       | Número de producto asignado por el cliente                                                                    | n3+an..30     |
| 250       | Número de serie secundario                                                                                    | n3+an..30     |
| 251       | Referencia de origen de la entidad                                                                            | n3+an..30     |
| 30        | Cantidad variable                                                                                             | n2+n..8       |
| 310n-369n | Medidas comerciales y logísticas (Ver desglose a continuación)                                                | n4+n6         |
| 37        | Cantidad | n2+n..8       |
| 390n      | Pago total- área moneda única                                                                                 | n4+n..15      |
| 391n      | Pago total- con código frecuente ISO                                                                          | n4+n3+n..15   |
| 392n      | Pago total- condiciones comerciales variables- área moneda única                                              | n4+n..15      |
| 393n      | Pago total- condiciones comerciales variables- código frecuente ISO                                           | n4+n3+n..15   |
| 400       | Número de pedido del cliente                                                                                  | n3+an..30     |
| 401       | Número de consignación                                                                                        | n3+an..30     |
| 402       | Número de Identificación del envío                                                                            | n3+n17        |
| 403       | Código de ruta                                                                                                | n3+an..30     |
| 410       | Expedir a (entregar a) punto operacional empleando GTIN-13                                                    | n3+n13        |
| 411       | Facturar a (cargar en cuenta) punto operacional empleando GTIN-13                                             | n3+n13        |
| 412       | Comprado a (punto operacional de la parte donde se realiza la compra) empleando GTIN-13                       | n3+n13        |
| 413       | Expedir para (entregar para – remitir a) punto operacional empleando GTIN-13                                  | n3+n13        |
| 414       | Punto operacional empleando GTIN-13                                                                           | n3+n13        |
| 415       | Punto operacional GLN de la línea de factura                                                                  | n3+n13        |
| 420       | Expedir a (entregar a) código postal dentro de una única Autoridad Postal                                     | n3+n..20      |
| 421       | Expedir a (entregar a) código postal precedido del código del país ISO (3 dígitos)                            | n3+n3+an..9   |
| 422       | País de nacimiento del animal                                                                                 | n3+n3         |
| 423       | País de cebo                                                                                                  | n3+n3+n..12   |
| 424       | País de producción del producto                                                                               | n3+n3         |
| 425       | País de despiece                                                                                              | n3+n3         |
| 426       | País del proceso completo (nacido, cebado y sacrificado en un mismo país)                                     | n3+n3         |
| 7001      | Número de stock                                                                                               | n4+n13        |
| 7002      | Clasificación UN/ENE del corte y la carcasa                                                                   | n4+an..30     |
| 7030      | País sacrificio y RSI del matadero                                                                            | n4+n3+an..27  |
| 703x      | País de despiece y número registro sanitario del despiece                                                     | n4+n3+an..27  |
| 8001      | Productos bobinados-anchura, longitud, diámetro del núcleo, dirección y empalmes-                             | n4+n14        |
| 8002      | Número de serie electrónico para teléfonos móviles celulares                                                  | n4+an..20     |
| 8003      | Número GTIN y número de serie de retornables                                                                  | n4+n14+an..16 |
| 8004      | Identificación GTIN seriada del activo                                                                        | n4+an..30     |
| 8005      | Precio por unidad de medida                                                                                   | n4+n6         |
| 8006      | Componente de un artículo                                                                                     | n4+n14+n2+n2  |
| 8007      | Número de cuenta del banco                                                                                    | n4+an..30     |
| 8008      | Fecha y tiempo de producción                                                                                  | n4+n8+n..4    |
| 8018      | Número de identificación de servicio individualizado                                                          | n4+n18        |
| 8020      | Número de referencia del pago                                                                                 | n4+an..25     |
| 8100      | Código de cupón extendido - NSC + código de oferta                                                            | n4+n1+n5      |
| 8101      | Código de cupón extendido - NSC + código de oferta + fin del código de oferta                                 | n1+n5+n4      |
| 8102      | Código de cupón extendido – NSC                                                                               | n4+n1+n1      |
| 90        | Aplicaciones mutuamente acordadas                                                                             | n2+an..30     |
| 91-99     | Aplicaciones internas                                                                                         | n2+an..30     |